# Alpartir (kommunhuvudort)
Alpartir är en kommunhuvudort i Spanien.   Den ligger i provinsen Provincia de Zaragoza och regionen Aragonien, i den nordöstra delen av landet, 220 km nordost om huvudstaden Madrid. Alpartir ligger 498 meter över havet och antalet invånare är 604.
Terrängen runt Alpartir är kuperad åt sydväst, men åt nordost är den platt. Runt Alpartir är det glesbefolkat, med 9 invånare per kvadratkilometer. Närmaste större samhälle är La Almunia de Doña Godina, 6,0 km norr om Alpartir. 